# Píteas (orfebre)
Píteas (grec antic: Πυθέας, llatí: Pytheas) fou un orfebre treballador de la plata que va florir a Roma just després del temps de Pompeu.
Les seves produccions eren molt admirades i van assolir preus molt alts. Plini el Vell dona els preus de la plata treballada per Píteas: entre deu mil i vint mil sestercis cada dues unces. En lloa especialment una copa on representà Odisseu i Diomedes portant el Pal·ladi i sortint de Troia. Va treballar també altres objectes com gots per beure on pintava figures grotesques, que Plini descriu.